# Bildungssystem in Russland

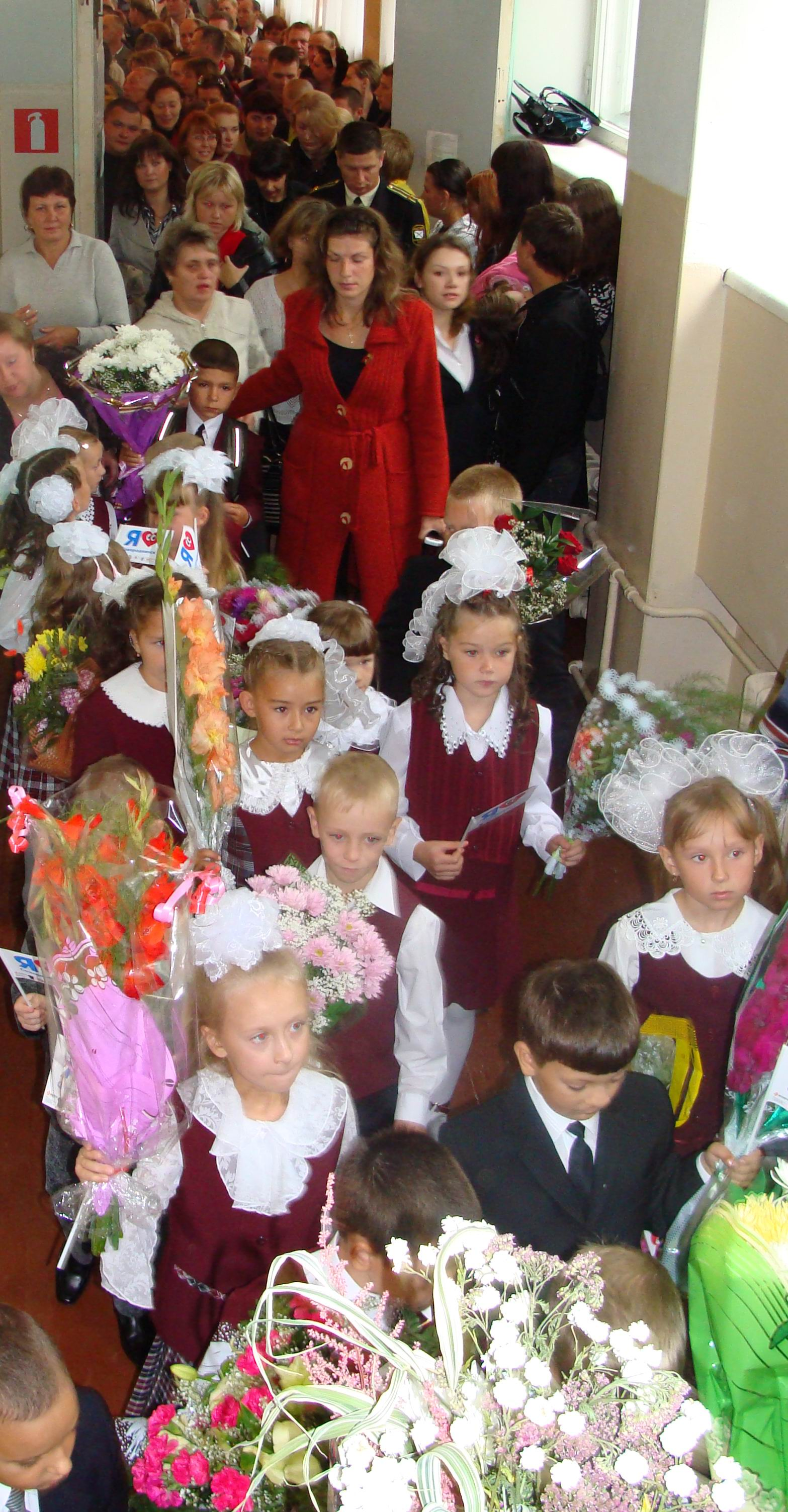
Einschulung am Tag des Wissens in einer russischen Schule

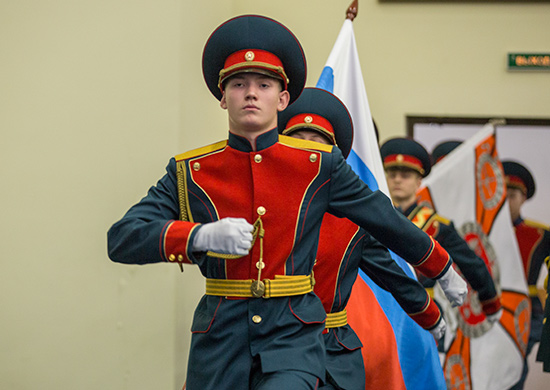
In Russland bestehen Kadettenanstalten für Jungen und Mädchen ab der 5. Klasse

Das Bildungssystem in Russland umfasst die Schulen und Hochschulen des Landes. Es gliedert sich in vier Abschnitte, die allgemeine Schulausbildung, die Berufsausbildung, die Hochschulausbildung sowie die Postgraduierte Ausbildung.

## Schule

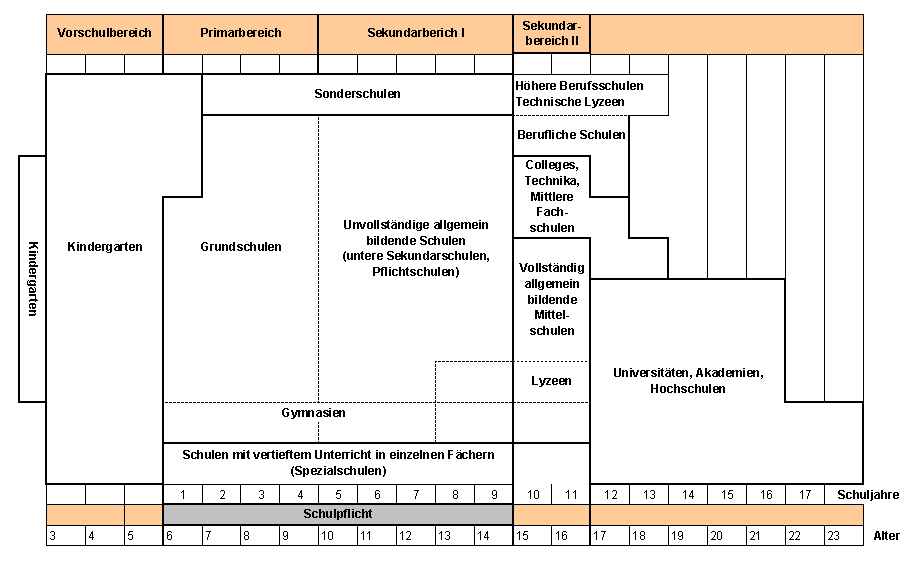
Bildungssystem in Russland

Die Allgemeine Schulausbildung untergliedert sich in die Stufen Grund-, Sekundar- und Oberstufe (in Russland „Mittelstufe“ zwischen der Pflichtschule und der Hochschule genannt). Die Schulen tragen alle eine Nummer und einen Namen nach einer Persönlichkeit, die aber in den Zeugnissen nicht erscheint. Es gibt Privatschulen, meist in Moskau oder St. Petersburg, die sich aber nur wenige (um 1 %) leisten können. Daneben bestehen Internationale Schulen mit eigenem Lehrplan wie die Deutsche Schule Moskau.
Das Schuljahr beginnt am 1. September, dem Tag des Wissens, mit dem „ersten Klingeln“ und endet Ende Mai, meist am 25. Mai. Die Lehrer erhalten an diesen Tagen jeweils Blumen von den Kindern. Die üblichen Fremdsprachen (teils schon ab der 2. Klasse) sind Englisch, Französisch oder Deutsch. Fächer wie Religionsunterricht (teilweise in der 4. Klasse) und Sozialkunde/Politische Bildung (statt der abgeschafften Staatsbürgerkunde) gibt es noch wenig. Die Kinder erhalten sehr viele Hausaufgaben. In der Benotung ist 5 die beste Note und die 1 die schlechteste, die aber nie vergeben wird. Einen schlechten Schüler kennzeichnen viele „Zweier“.
Der Schuleintritt erfolgt im Alter von 6½ bis 7 Jahren. Das vorgezogene Schuleintrittsalter von sechs Jahren wird durchschnittlich etwa 35 % der Kinder nach einem psychologischen Gutachten empfohlen. Die Primarstufe der Grund- oder Anfangsschule (начальная школа) absolvieren die mit sieben Jahren eingeschulten Kinder binnen vier Jahren. Bis 2007 war es üblich, dass alle die 4. Klasse übersprungen haben. Obwohl es in Russland eine allgemeine Schulpflicht gibt, wurden nach Angaben des Ministeriums für Bildung und Wissenschaft der Russischen Föderation im Schuljahr 2016/2017 etwa 8500 Schüler zuhause unterrichtet.
Danach folgt eine obligatorische fünfjährige Sekundarstufe. Sie führt zum Erwerb der „grundlegenden allgemeinen Bildung“ (свидетельство об окончании средней школы) – in der Regel am Ende der neunten Klasse und nach dem Erreichen des Pflichtschulalters von 16 Jahren. Ab 10 Jahren können Kinder mit Bestnoten in Kadetten-Schulen eintreten, wo sie zusätzlich eine militärische Ausbildung erhalten.
Der Abschluss berechtigt zum Besuch der oberen Sekundarstufe (zweijährige „vollständige Mittelschule“, среднее (полное) общее образование), deren Abschluss durch das „Zeugnis über die vollständige mittlere Bildung“ (das traditionell so genannte „Reifezeugnis“) nach 11 Schuljahren (früher real 10) bereits eine Aufnahme eines Hochschulstudiums ermöglicht. Vom Ansehen ist es mit dem Abitur in Deutschland vergleichbar, doch wird es wegen zu wenigen Schuljahren hier nicht ohne weitere Qualifikationen (z. B. zwei Jahre Studium in Russland) anerkannt. Wenn Schulen sich Gymnasium nennen, vollziehen sie trotzdem das gleiche Programm mit Ausnahme einiger Fächer.
Nach der neunjährigen Pflichtschulbildung kann statt der allgemeinbildenden Schulstufe auch eine Berufsausbildung an der mittleren Fachschule (Berufsschule) beziehungsweise dem Technikum gemacht werden. Diese Einrichtungen stehen im vertikal durchlässigen gesamten beruflichen Bildungswesen weiterhin für den Erwerb der vollständigen mittleren Bildung zur Verfügung (dualer Ausbildungsgang). Denn zusätzlich zu den berufsspezifischen Fächern werden auch die allgemeinbildenden Fächer unterrichtet, inhaltlich allerdings enger an der beruflichen Ausrichtung orientiert.

## Hochschule
Grundsätzlich gibt es drei Arten von Hochschulen in Russland: Universitäten, Akademien und Institute (unbestimmter Begriff für viele Einrichtungen von Fachhochschulen bis zu anspruchsvollen Forschungsinstitute). Universitäten und Akademien „führen die Ausbildung, Umschulung und Höherqualifizierung von Personen mit einer Qualifikation auf höchster Ebene durch, betreiben nicht nur angewandte Forschung, sondern auch Grundlagenforschung, verfügen über eine Aspirantur und (oder) eine Doktorantur und sind führende wissenschaftliche und methodische Zentren auf ihren jeweiligen Fachgebieten.“. Der Unterschied zwischen Universität und Akademie besteht darin, dass die Universität einen viel breiteren Ausbildungsbereich hat als eine Akademie, die sich auf ein bestimmtes Gebiet konzentriert. Die Tätigkeitsbereich eines Instituts ist auch beschränkt, aber es muss nicht „ein führendes Zentrum auf seinem Fachgebiet sein, Personen mit einer Qualifikation auf höchster Ebene auszubilden, über eine Aspirantur und eine Doktorantur zu verfügen und auf jeden Fall Grundlagenforschung durchzuführen“.
Für die Aufnahme reicht das Abschlusszeugnis der Schule nicht aus, es gibt eine Aufnahmeprüfung.
Anfang der 1990er Jahre erfolgte eine statusbezogene Ausdifferenzierung im nichtuniversitären Sektor, die zur strukturellen Veränderungen führte. Vielen „Instituten“ gelang es, den Status einer Universität oder einer Akademie (als neuem Hochschultyp, z. B. Plechanow-Akademie für Wirtschaft Moskau) zu erlangen. In dieser Weise konnten diese Hochschulen ihre Wettbewerbsfähigkeit auf dem neu geschaffenen Bildungsmarkt verbessern und ihre internationalen Kontakte stärken. Weiterhin erhielten sie die Möglichkeit, postgraduale Studiengänge anzubieten.
Wegen der Schwierigkeiten der staatlichen Bildungsfinanzierung waren die Bildungsinstitutionen gezwungen, zusätzliche Einnahmen zu erzielen: vor allem durch die Vermietung der Räumlichkeiten an private Firmen, Verkauf der in den Werkstätten hergestellten Produkte und durch die Einführung von Studiengebühren. Immer mehr verbreitete sich die Praxis, neben den staatlich finanzierten Studienplätzen weitere Studienplätze anzubieten, deren Gebühren jedoch die Studenten selbst tragen mussten. Um 2000 wurden bis zu 40 % der Studienplätze an Selbstzahler vergeben. Dies verschärfte den Wettbewerb zwischen den Universitäten. In dieser Hinsicht waren die russischen Hochschulen immer mehr bestrebt, sich als Marke auf dem Bildungsmarkt zu positionieren, um dadurch die Anzahl der Studierenden und die Höhe der eingenommenen Studiengebühren zu steigern.

## Bildungsgeschichte bis 1990
Das Zarenreich bis 1917 hatte ein gering entwickeltes Bildungssystem, auch wenn Peter der Große und Katharina die Große einige Reformen angestoßen hatten. Das Volkskommissariat für Bildung der RSFSR bestand seit Beginn der bolschewistischen Regierung 1917. Am 26. Juni 1918 (13. Juni) wurde mit Lenins Unterschrift vom Rat der Volkskommissare „Das Dekret über die Organisation der Volksbildung in der Russischen Republik“ erlassen. Die Bildung in der Sowjetunion bis 1991 war von ständigen Reformen unter ideologischen Vorzeichen geprägt.

## Russische Entwicklung seit den 1990er Jahren
Das russische Bildungssystem folgte anfangs dem in der Sowjetunion. Erst langsam bildeten sich durch die Kritik am alten System eigene Züge aus.

### Staatliches Bildungsmonopol versus Privatschulen
In der Übergangszeit von der Planwirtschaft zur Marktwirtschaft verstärkten sich aufgrund von Fehlschlägen der früheren Bildungsreformen kritische Äußerungen zur Rigidität des staatlichen Bildungsmonopols und öffentliche Forderungen nach pädagogischen Alternativen. 2002 gab es aus zwei Gründen eine Vielzahl von unterschiedlichen nichtstaatlichen Bildungsangeboten:
1. Die als Massenschule konzipierte allgemeinbildende Sekundarschule der sowjetischen Ära erfüllte die gestiegenen Qualitätsanforderungen der 1990er Jahre nicht. In den wohlhabenden Gesellschaftsschichten verbreitete sich privater Nachhilfeunterricht als Vorbereitung auf die Hochschule.
2. Oft aus dem Vergleich mit anderen Schulsystemen bildete sich eine pädagogische Reformbewegung, die versuchte, das Schulwesen von unten zu reformieren, mit dem Ziel, das Schulleben und den Unterricht innovativer zu gestalten.

Als Ergebnis entstand ein nachfrageorientierter Bildungsmarkt mit Privatschulen, die die individuellen Bedürfnisse der Schüler und Studenten berücksichtigten und Wahlmöglichkeiten im Bildungsbereich anboten. Ein wesentlicher Schritt in der Förderung der Privatisierung des Bildungswesens war der Erlass von Boris Jelzin im Jahre 1991, der den nichtstaatlichen Bildungseinrichtungen erstmals ausdrücklich staatliche Unterstützung zusicherte. Dies markierte das formelle Ende des staatlichen Bildungsmonopols nach sowjetischem Muster. Der Plan, das gesamte Bildungswesen zu privatisieren, wurde jedoch von der Gesellschaft abgelehnt, weil einerseits eine Bereicherungskampagne, andererseits der Verlust der gewohnten kostenlosen Bildung befürchtet wurde. Deswegen beschloss die Duma 1995 ein dreijähriges Moratorium für jegliche Privatisierung staatlicher Bildungseinrichtungen.

### Dezentralisierung und Individualisierung
Bei der Beseitigung bürokratischer Machtstrukturen der sowjetischen Ära spielte die Dezentralisierung eine wichtige Rolle. Im Bildungswesen wurde die Regionalisierung durch drei Entwicklungen gefördert:
- I. Verlagerung der politisch-administrativen Kompetenzen nach unten.
- II. Transformation der Wirtschaftsstruktur von Planwirtschaft zu Marktwirtschaft und damit Verringerung der Bedeutung der Fachkräfteausbildung und verstärkte Ausrichtung am Bedarf der regionalen Arbeitsmärkte.
- III. Krise der staatlichen Finanzierung des Bildungswesens, die die Inanspruchnahme von anderen Finanzierungskonstruktionen notwendig machte.

Die Regionalisierung brachte Rationalisierungseffekte mit sich; durch eine horizontale Integration wurden kleinere Hochschulen unterschiedlicher Profile und Spezialisierungen zu einer Volluniversität zusammengefasst, an größeren Hochschulstandorten Universitäten mit Schwerpunktprofil gebildet und bislang selbständige Hochschulen in bestehende Universitäten eingegliedert, um dadurch das Angebot jener Universitäten zu vervollständigen. Es erfolgte auch eine vertikale Integration, wobei Hochschulen Bildungseinrichtungen anderer Ebenen organisatorisch an sich zu binden versuchten, um dadurch ihre eigene Position zu sichern. Um den Wunsch der Studenten nachzukommen, in der Nähe des Wohnortes studieren zu können, wurden auch Filialen von den Universitäten gegründet.
Die wichtigsten Zielsetzungen der Bildungsreform der 1990er Jahre waren die Demokratisierung, Entideologisierung, Entstaatlichung, Diversifizierung, Dezentralisierung, Autonomie, Humanisierung und Individualisierung der Bildung. Die Demokratisierung der Bildung sollte durch die Abschaffung des Einheitscharakters der sozialistischen Bildung und durch die Ausrichtung der Bildung an den individuellen Ansprüchen der Studenten erreicht werden. Die Pluralisierung des Bildungsangebots hatte das Ziel, den privaten Bildungssektor zu fördern. Außerdem erhielten die Bildungseinrichtungen durch die Autonomiespielräume die Möglichkeit, eigene inhaltliche Schwerpunkte zu setzen und spezielle Profile zu entwickeln. Die Durchführung der Dezentralisierung führte jedoch zu einer Verlagerung der finanziellen Verantwortung auf Kommunen- und Bildungseinrichtungsebene.
In der zweiten Hälfte der 1990er-Jahre gab es „neuere und unterschiedliche“ Schulbücher, auch für Geschichte. Lehrer hatten eine Auswahl, sie waren nicht mehr an rigide Programme gebunden.

### Bildungspolitik unter Putin
Präsident Wladimir Putin übernahm 1999 seine erste und 2012 nach einer Unterbrechung seine dritte Amtszeit. Diese steht für die forcierte Rückkehr zu staatlicher Lenkung, Indoktrination, Repression und Militarisierung.
Der russische Soziologe Lew Gudkow nannte im Jahr 2016 die Schule die „am stärksten rückwärtsgewandte Institution des Landes“. Eigenständige Aktivitäten der Jugend seien gemäß der Soziologieprofessorin Elena Omeltschenko nach 2011/12 zurückgegangen, also zu dem Moment, als die Staatsmacht eine repressive Kampagne gegen die Zivilgesellschaft gestartet hatte. Da Russen unter 30 Jahren immer weniger Fernsehen konsumierten, entzogen sie sich teils der Propaganda der Staatssender. Im Laufe dieser Entwicklung berichtete der Kommersant im Herbst 2016 von staatlichen Informanten, welche „antistaatliche Machenschaften“ oder „destruktive politische Kräfte“ an Bildungseinrichtungen ermitteln sollten. Trainierte Spezialisten sollten in Bildungseinrichtungen „unerwünschte Theorien widerlegen“. An Schulen kam es zu Einschüchterungen; Beobachter erklärten dies mit dem Bestreben der Regierung, Protestbewegungen zu verhindern.
Ein Ziel der Behördenwillkür wurde die private Europäische Universität Sankt Petersburg, deren Lehrlizenz im September 2017 für ein Jahr entzogen wurde; das Gleiche widerfuhr 2018 der Moskauer Hochschule für Sozial- und Wirtschaftswissenschaften, was laut Andrei Kolesnikow „ideologisch motiviert“ sei; diese Ideologie umfasse „Patriotismus, Isolationismus, Konservatismus“. Auf Druck von oben seien 2020 auch an der Wirtschaftshochschule Moskau (HSE) Dozenten entlassen worden, die mit ihrer politischen Meinung nicht zurückhielten. Ehemalige Dozenten der HSE strebten daraufhin die Gründung eines neuen Bildungsprojekts an, unabhängig von administrativem Druck und ohne Zensur.
In der Nowaja Gaseta warnte Irina Lukjanowa vor Gewissensprüfungen, welche, wie aus der Vergangenheit Russlands nur allzu gut bekannt, über Berufsmöglichkeiten entscheiden würden. Solcher politischer Gehorsam wurde selbst dann verlangt, als 15.000 Studenten gegen eine Fanzone der in Russland ausgetragenen Fußball-Weltmeisterschaft 2018 auf dem Campus ihrer Universität unterschrieben hatten. Anstatt angehört zu werden, wurde den Studenten mit schlechten Prüfungen gedroht; es gab Denunziation, Überwachung durch den Geheimdienst und willkürliche „kompromittierende Beweise“ gegen Personen; dazu wurden die „ungehorsamen“ Studenten im Internet als „Faschisten“, „Terroristen“ oder „vom Ausland bezahlte Provokateure“ beschimpft.

#### Geschichtsunterricht und -bücher
Bereits während der ersten Präsidentschaft begann Putin eine Kampagne gegen den pluralistisch geöffneten Geschichtsunterricht. Im November 2003 erklärte er Historikern die Unzulässigkeit der „Politisierung“ des Schulfachs Geschichte und wollte in den Schulbüchern nur solche Fakten darzulegen, die „bei jungen Menschen Stolz auf ihr Land wecken“. Dem diente die Idee des „einheitlichen Lehrbuchs“, die zu einem landesweiten historisch-kulturellen Standard führen könne. Eine russisch-ukrainische Historikerkommission wurde 2003 gebildet, um, die offenen Fragen der „einheitlichen Beleuchtung“ auf die Tagesordnung zu setzen. Dazu zählte vor allem der Holodomor unter Stalin, den die Ukraine als Genozid einstuft, was die russischen Historiker vehement bestritten. Putin eröffnete einen Kampf um die richtige Geschichtsschreibung gegen fast alle Nachbarn. In den Jahren 2007 und 2008 wurden die staatlichen Organisationen „Russische Welt“ (Russki Mir) und „Russland-Zusammenarbeit“ (Rossotrudnitschestwo) gegründet, um quasi eine russische Irridenta zu schaffen. 2007 bis 2010 schürte er einen Kampf um die historische Erinnerung gegen das Baltikum (hier zur Frage nach den Helfern der deutschen Besatzer) und die Ukraine (illegitimer Besitz „russischer Erde“). Im April 2014 teilte Putin im russischen Fernsehen eine historische Erkenntnis mit dem Publikum, indem er Donezk, Luhansk, Charkiw, Mykolajiw, Cherson und Odessa „Neurussland“ („Novorossija“) zuordnete; zugleich äußerte er sein Unverständnis über die Bolschewiki, die diese Territorien erst der Ukraine zugeschlagen hätten.
Im Jahr 2013 lag die Konzeption eines neuen einheitlichen russischen Geschichtsbuchs vor, welches bis zur „positiven Darstellung der aktuellen politischen Führung“ reichen sollte. Erarbeitet wurde es unter dem Vorsitz des damaligen Duma-Präsidenten Sergei J. Naryschkin und mit dem Historiker Alexander Tschubarjan. Die regierungskritische Zeitung Nowaja Gaseta hatte im Jahr 2008 die Präambel des Autorenkonzepts notiert: „Das Hauptaugenmerk (…) soll darauf gerichtet sein, die Motive und die Logik des Handelns der Behörden zu erklären“. Sie kommentierte, das Buch solle eine Entschuldigung für alle herrschaftlichen Entscheidungen sein, „auch kriminelle“. Das Buch diene so der Rechtfertigung von Massenrepression und versuche eine Notwendigkeit der Isolation Russlands zu transportieren. Die Militärhistorische Gesellschaft unter dem Vorsitzenden und Ex-Kulturminister Wladimir Medinski entwickelte neue Schulgeschichtsbücher; dazu organisiert sie patriotische Ausflüge für Schulkinder „zu den Orten des militärischen Ruhms“ sowie militärhistorische Lager für Schulkinder („Land der Helden“).
Putin sorgte dafür, dass nur noch ein propagandistisches Geschichtsbuch benutzt werden kann, das sein Bildungsminister Sergei Krawzow im August 2023 selbst vorstellte. Die Erarbeitung lag zuletzt beim Militärhistoriker Wladimir Medinski und dem Direktor des Staatlichen Moskauer Instituts für internationale Beziehungen, Anatoli Torkunow (* 1950). Das Schlusskapitel rechtfertigt den Angriff auf die Ukraine und appelliert direkt an die Schüler in der zweiten Person. Das Titelbild zeigt die neu gebaute Brücke zur Krim. Die deutsche Wiedervereinigung wird als Annexion gegen den Willen des Volkes bewertet.

#### Seit dem Angriffskrieg gegen die Ukraine 2022
Russlands Bildung steht seit dem Kriegsbeginn im radikalen Umbruch. Putins Ideologen haben die Weltanschauung der Russki Mir, der Russischen Welt als theoretische Grundlage des Putinismus weiter entwickelt. Ultrakonservativ bis reaktionär setzt er auf die Einheit alles „Russischen“, womit notfalls Ukrainer und Weißrussen eingeschlossen sind. Die Ideale liegen in der Vergangenheit und richten sich gegen den Westen. Die Folgen betreffen das Personal, die Bibliotheken und die Unterrichtsinhalte.
Lehrkräfte waren schon früher, aber wieder im Januar 2021 während der Demonstrationen nach der Verhaftung von Alexei Nawalny verpflichtet worden, „Aufklärungslektionen“ zu halten, in denen die Botschaft zu vermitteln war, die Teilnahme an Demonstrationen sei „schlecht“. Im März 2022 gab es zu solchen Lektionen gegen Antikriegsproteste im Zusammenhang mit dem russischen Überfall auf die Ukraine sogar ein Handbuch. An Schulen setzte spätestens mit dem Krieg eine „patriotische Bildung“ und antiwestliche Erziehung ein.
2022 veröffentlichte die Union der Rektoren Russlands, vermutlich auf staatlichen Druck hin, einen Brief zur Unterstützung des russischen Kriegs gegen die Ukraine. Tatsächlich sage aber dieser Brief aus, was eine Universität nun sei, so Irina Markowna Busygina, nämlich eine Institution, die dem Staat und der Armee diene.
Zentrale Bildungsinhalte werden Patriotismus und Staatsbürgerkunde, historische Bildung und Moralvermittlung im traditionellen Sinne des Kreml. Putin erteilte mehrfach persönlich Lektionen und erklärte etwa im September 2023 Schülern in Kaliningrad, dass die russische Armee mit ihrer Invasion des Nachbarlandes eigentlich beabsichtige, einen „Krieg zu stoppen“ und „Menschen zu schützen“.
Zum Lehrjahr 2023/2024 wurde eine militärische Grundlagenausbildung an russischen Schulen und Universitäten wieder eingeführt. Ein militärisches Programm hatte es bereits bis zum Jahr 1993, während der Zeit der Sowjetunion, an russischen Schulen gegeben. Es bestand aus Unterrichtsstunden zur Handhabung von Kalaschnikows, aus Erste-Hilfe-Unterricht und aus Verhaltensunterricht bei Angriffen/Einsatz von ABC-Waffen. Dem militärischen Lehrplan hinzugefügt wird der Umgang mit Drohnen und Handgranaten.
Der UN-Ausschuss für die Rechte des Kindes stellte 2024 deshalb Fragen zu Kriegspropaganda an Schulen.